# Hideki Fudžii
Hideki Fudžii (藤井 秀樹, Fudžii Hideki; 28. srpna 1934, Tokio – 3. května 2010) byl japonský fotograf.

## Životopis
Narodil se v Tokiu v roce 1934. V roce 1952 vystudoval střední školu Tokyo Metropolitan Shirao High School a nastoupil na Nihon University College of Art, obor fotografie. Studoval u Šótaró Akijamy. V roce 1957 se připojil ke společnosti Fudžin Seikacuša. V roce 1960 se připojil k Nippon Design Center.
V roce 1963 se osamostatnil jako fotograf na volné noze a v roce 1965 založil Studio F.
Fotografie Sajoka Jamagučiho byla použita na obálku 6. alba Steelyho Dana Aja vydaného v roce 1977.
V roce 2002 působil jako ředitel Kure Gakuen Nippon Photography Institute. V roce 2002 byl jmenován předsedou Asociace japonských reklamních fotografů a v roce 2007 se stal poradcem. V roce 2007 se stal poradcem NPO All Japan Welfare Photography Association.
Mezi jeho publikovaná díla patří kniha Karada Kešo, s vizážistkou Teruko Kobajaši. Byl také zodpovědný za fotografii obalu k albu Steely Dan Aja.